# Liste der Nummer-eins-Hits in den USA (1975)
Dies ist eine Liste der Nummer-eins-Hits in den von Billboard ermittelten Charts in den USA (Hot 100) im Jahr 1975. In diesem Jahr gab es fünfunddreißig Nummer-eins-Singles und zwanzig Nummer-eins-Alben.

## Singles
| ← 1974 ← | Liste der Nummer-eins-Hits in den USA | Liste der Nummer-eins-Hits in den USA | Liste der Nummer-eins-Hits in den USA                                                                  | 1976 →                    |
| \| Zeitraum \| Wo. ges. \| Interpret \| Titel Autor(en) \| Zusätzliche Informationen \| \| (Zeitraum, Wochen auf Platz eins, Interpret, Titel, Autor[en], zusätzliche Informationen) \| \| \| \| \| \| ----------------------------------------------------------------------------------------- \| -------- \| ---------------------------------- \| --------------------------------------------------------------------------------------------------------- \| ------------------------- \| \| 28. Dezember 1974 – 3. Januar 1975 1 Woche (insgesamt 1) \| 1 \| Helen Reddy \| Angie Baby[1] Alan O’Day \| - \| \| 4. Januar 1975 – 17. Januar 1975 2 Wochen (insgesamt 2) \| 2 \| Elton John \| Lucy in the Sky with Diamonds[2] John Lennon, Paul McCartney \| - \| \| 18. Januar 1975 – 24. Januar 1975 1 Woche (insgesamt 1) \| 1 \| Barry Manilow \| Mandy[3] Richard Kerr, Scott English \| - \| \| 25. Januar 1975 – 31. Januar 1975 1 Woche (insgesamt 1) \| 1 \| The Carpenters \| Please Mr. Postman[4] Brian Holland, Freddie Gorman, Robert Bateman \| - \| \| 1. Februar 1975 – 7. Februar 1975 1 Woche (insgesamt 1) \| 1 \| Neil Sedaka \| Laughter in the Rain[5] Neil Sedaka, Phil Cody \| - \| \| 8. Februar 1975 – 14. Februar 1975 1 Woche (insgesamt 1) \| 1 \| Ohio Players \| Fire[6] James Williams, Clarence Satchell, Leroy Bonner, Marshall Jones, Ralph Middlebrooks, William Beck \| - \| \| 15. Februar 1975 – 21. Februar 1975 1 Woche (insgesamt 1) \| 1 \| Linda Ronstadt \| You’re No Good[7] Clint Ballard, Jr. \| - \| \| 22. Februar 1975 – 28. Februar 1975 1 Woche (insgesamt 1) \| 1 \| Average White Band \| Pick Up the Pieces[8] Roger Ball, Hamish Stuart, Average White Band \| - \| \| 1. März 1975 – 7. März 1975 1 Woche (insgesamt 1) \| 1 \| Eagles \| Best of My Love[9] Don Henley, Glenn Frey, J. D. Souther \| - \| \| 8. März 1975 – 14. März 1975 1 Woche (insgesamt 1) \| 1 \| Olivia Newton-John \| Have You Never Been Mellow[10] John Farrar \| - \| \| 15. März 1975 – 21. März 1975 1 Woche (insgesamt 1) \| 1 \| The Doobie Brothers \| Black Water[11] Patrick Simmons \| - \| \| 22. März 1975 – 28. März 1975 1 Woche (insgesamt 1) \| 1 \| Frankie Valli \| My Eyes Adored You[12] Bob Crewe, Kenny Nolan \| - \| \| 29. März 1975 – 4. April 1975 1 Woche (insgesamt 1) \| 1 \| Labelle \| Lady Marmalade[13] Bob Crewe, Kenny Nolan \| - \| \| 5. April 1975 – 11. April 1975 1 Woche (insgesamt 1) \| 1 \| Minnie Riperton \| Lovin’ You[14] Minnie Riperton, Richard Rudolph \| - \| \| 12. April 1975 – 25. April 1975 2 Wochen (insgesamt 2) \| 2 \| The Elton John Band \| Philadelphia Freedom[15] Elton John, Bernie Taupin \| - \| \| 26. April 1975 – 2. Mai 1975 1 Woche (insgesamt 1) \| 1 \| B. J. Thomas \| (Hey Won’t You Play) Another Somebody Done Somebody Wrong Song[16] Chips Moman, Larry Butler \| - \| \| 3. Mai 1975 – 23. Mai 1975 3 Wochen (insgesamt 3) \| 3 \| Tony Orlando & Dawn \| He Don’t Love You (Like I Love You)[17] Jerry Butler, Calvin Carter, Curtis Mayfield \| - \| \| 24. Mai 1975 – 30. Mai 1975 1 Woche (insgesamt 1) \| 1 \| Earth, Wind & Fire \| Shining Star[18] Maurice White, Philip Bailey \| - \| \| 31. Mai 1975 – 6. Juni 1975 1 Woche (insgesamt 1) \| 1 \| Freddy Fender \| Before the Next Teardrop Falls[19] Vivian Keith, Ben Peters \| - \| \| 7. Juni 1975 – 13. Juni 1975 1 Woche (insgesamt 1) \| 1 \| John Denver \| Thank God I’m a Country Boy[20] John Martin Sommers \| - \| \| 14. Juni 1975 – 20. Juni 1975 1 Woche (insgesamt 1) \| 1 \| America \| Sister Golden Hair[21] Gerry Beckley \| - \| \| 21. Juni 1975 – 18. Juli 1975 4 Wochen (insgesamt 4) \| 4 \| Captain & Tennille \| Love Will Keep Us Together[22] Neil Sedaka, Howard Greenfield \| - \| \| 19. Juli 1975 – 25. Juli 1975 1 Woche (insgesamt 1) \| 1 \| Wings \| Listen to What the Man Said[23] Paul McCartney \| - \| \| 26. Juli 1975 – 1. August 1975 1 Woche (insgesamt 1) \| 1 \| Van McCoy & The Soul City Symphony \| The Hustle[24] Van McCoy \| - \| \| 2. August 1975 – 8. August 1975 1 Woche (insgesamt 1) \| 1 \| Eagles \| One of These Nights[25] Don Henley, Glenn Frey \| - \| \| 9. August 1975 – 22. August 1975 2 Wochen (insgesamt 2) \| 2 \| Bee Gees \| Jive Talkin’[26] Barry Gibb, Maurice Gibb, Robin Gibb \| - \| \| 23. August 1975 – 29. August 1975 1 Woche (insgesamt 1) \| 1 \| Hamilton, Joe Frank & Reynolds \| Fallin’ in Love[27] Dan Hamilton, Ann Hamilton \| - \| \| 30. August 1975 – 5. September 1975 1 Woche (insgesamt 1) \| 1 \| KC & The Sunshine Band \| Get Down Tonight[28] Harry Wayne Casey, Richard Finch \| - \| \| 6. September 1975 – 19. September 1975 2 Wochen (insgesamt 2) \| 2 \| Glen Campbell \| Rhinestone Cowboy[29] Larry Weiss \| - \| \| 20. September 1975 – 26. September 1975 1 Woche (insgesamt 2) \| 2 \| David Bowie \| Fame[30] David Bowie, John Lennon, Carlos Alomar \| - \| \| 27. September 1975 – 3. Oktober 1975 1 Woche (insgesamt 1) \| 1 \| John Denver \| I’m Sorry[31] John Denver \| - \| \| 4. Oktober 1975 – 10. Oktober 1975 1 Woche (insgesamt 2) \| 2 \| David Bowie \| Fame David Bowie, John Lennon, Carlos Alomar \| - \| \| 11. Oktober 1975 – 31. Oktober 1975 3 Wochen (insgesamt 3) \| 3 \| Neil Sedaka \| Bad Blood[32] Neil Sedaka, Phil Cody \| - \| \| 1. November 1975 – 21. November 1975 3 Wochen (insgesamt 3) \| 3 \| Elton John \| Island Girl[33] Elton John, Bernie Taupin \| - \| \| 22. November 1975 – 28. November 1975 1 Woche (insgesamt 2) \| 2 \| KC & The Sunshine Band \| That’s the Way (I Like It)[34] Harry Wayne Casey, Richard Finch \| - \| \| 29. November 1975 – 19. Dezember 1975 3 Wochen (insgesamt 3) \| 3 \| Silver Convention \| Fly, Robin, Fly[35] Sylvester Levay, Stephan Prager \| - \| \| 20. Dezember 1975 – 26. Dezember 1975 1 Woche (insgesamt 2) \| 2 \| KC & The Sunshine Band \| That’s the Way (I Like It) Harry Wayne Casey, Richard Finch \| - \| |                                       |                                       | |                           |
| ← 1974 |                                       |                                       | | → 1976 →                  |
| Zeitraum | Wo. ges.                              | Interpret                             | Titel Autor(en)                                                                                        | Zusätzliche Informationen |
| (Zeitraum, Wochen auf Platz eins, Interpret, Titel, Autor[en], zusätzliche Informationen) |                                       |                                       | |                           |
| 28. Dezember 1974 – 3. Januar 1975 1 Woche (insgesamt 1) | 1                                     | Helen Reddy                           | Angie Baby Alan O’Day                                                                                  | -                         |
| 4. Januar 1975 – 17. Januar 1975 2 Wochen (insgesamt 2) | 2                                     | Elton John                            | Lucy in the Sky with Diamonds John Lennon, Paul McCartney                                              | -                         |
| 18. Januar 1975 – 24. Januar 1975 1 Woche (insgesamt 1) | 1                                     | Barry Manilow                         | Mandy Richard Kerr, Scott English                                                                      | -                         |
| 25. Januar 1975 – 31. Januar 1975 1 Woche (insgesamt 1) | 1                                     | The Carpenters                        | Please Mr. Postman Brian Holland, Freddie Gorman, Robert Bateman                                       | -                         |
| 1. Februar 1975 – 7. Februar 1975 1 Woche (insgesamt 1) | 1                                     | Neil Sedaka                           | Laughter in the Rain Neil Sedaka, Phil Cody                                                            | -                         |
| 8. Februar 1975 – 14. Februar 1975 1 Woche (insgesamt 1) | 1                                     | Ohio Players                          | Fire James Williams, Clarence Satchell, Leroy Bonner, Marshall Jones, Ralph Middlebrooks, William Beck | -                         |
| 15. Februar 1975 – 21. Februar 1975 1 Woche (insgesamt 1) | 1                                     | Linda Ronstadt                        | You’re No Good Clint Ballard, Jr.                                                                      | -                         |
| 22. Februar 1975 – 28. Februar 1975 1 Woche (insgesamt 1) | 1                                     | Average White Band                    | Pick Up the Pieces Roger Ball, Hamish Stuart, Average White Band                                       | -                         |
| 1. März 1975 – 7. März 1975 1 Woche (insgesamt 1) | 1                                     | Eagles                                | Best of My Love Don Henley, Glenn Frey, J. D. Souther                                                  | -                         |
| 8. März 1975 – 14. März 1975 1 Woche (insgesamt 1) | 1                                     | Olivia Newton-John                    | Have You Never Been Mellow John Farrar                                                                 | -                         |
| 15. März 1975 – 21. März 1975 1 Woche (insgesamt 1) | 1                                     | The Doobie Brothers                   | Black Water Patrick Simmons                                                                            | -                         |
| 22. März 1975 – 28. März 1975 1 Woche (insgesamt 1) | 1                                     | Frankie Valli                         | My Eyes Adored You Bob Crewe, Kenny Nolan                                                              | -                         |
| 29. März 1975 – 4. April 1975 1 Woche (insgesamt 1) | 1                                     | Labelle                               | Lady Marmalade Bob Crewe, Kenny Nolan                                                                  | -                         |
| 5. April 1975 – 11. April 1975 1 Woche (insgesamt 1) | 1                                     | Minnie Riperton                       | Lovin’ You Minnie Riperton, Richard Rudolph                                                            | -                         |
| 12. April 1975 – 25. April 1975 2 Wochen (insgesamt 2) | 2                                     | The Elton John Band                   | Philadelphia Freedom Elton John, Bernie Taupin                                                         | -                         |
| 26. April 1975 – 2. Mai 1975 1 Woche (insgesamt 1) | 1                                     | B. J. Thomas                          | (Hey Won’t You Play) Another Somebody Done Somebody Wrong Song Chips Moman, Larry Butler               | -                         |
| 3. Mai 1975 – 23. Mai 1975 3 Wochen (insgesamt 3) | 3                                     | Tony Orlando & Dawn                   | He Don’t Love You (Like I Love You) Jerry Butler, Calvin Carter, Curtis Mayfield                       | -                         |
| 24. Mai 1975 – 30. Mai 1975 1 Woche (insgesamt 1) | 1                                     | Earth, Wind & Fire                    | Shining Star Maurice White, Philip Bailey                                                              | -                         |
| 31. Mai 1975 – 6. Juni 1975 1 Woche (insgesamt 1) | 1                                     | Freddy Fender                         | Before the Next Teardrop Falls Vivian Keith, Ben Peters                                                | -                         |
| 7. Juni 1975 – 13. Juni 1975 1 Woche (insgesamt 1) | 1                                     | John Denver                           | Thank God I’m a Country Boy John Martin Sommers                                                        | -                         |
| 14. Juni 1975 – 20. Juni 1975 1 Woche (insgesamt 1) | 1                                     | America                               | Sister Golden Hair Gerry Beckley                                                                       | -                         |
| 21. Juni 1975 – 18. Juli 1975 4 Wochen (insgesamt 4) | 4                                     | Captain & Tennille                    | Love Will Keep Us Together Neil Sedaka, Howard Greenfield                                              | -                         |
| 19. Juli 1975 – 25. Juli 1975 1 Woche (insgesamt 1) | 1                                     | Wings                                 | Listen to What the Man Said Paul McCartney                                                             | -                         |
| 26. Juli 1975 – 1. August 1975 1 Woche (insgesamt 1) | 1                                     | Van McCoy & The Soul City Symphony    | The Hustle Van McCoy                                                                                   | -                         |
| 2. August 1975 – 8. August 1975 1 Woche (insgesamt 1) | 1                                     | Eagles                                | One of These Nights Don Henley, Glenn Frey                                                             | -                         |
| 9. August 1975 – 22. August 1975 2 Wochen (insgesamt 2) | 2                                     | Bee Gees                              | Jive Talkin’ Barry Gibb, Maurice Gibb, Robin Gibb                                                      | -                         |
| 23. August 1975 – 29. August 1975 1 Woche (insgesamt 1) | 1                                     | Hamilton, Joe Frank & Reynolds        | Fallin’ in Love Dan Hamilton, Ann Hamilton                                                             | -                         |
| 30. August 1975 – 5. September 1975 1 Woche (insgesamt 1) | 1                                     | KC & The Sunshine Band                | Get Down Tonight Harry Wayne Casey, Richard Finch                                                      | -                         |
| 6. September 1975 – 19. September 1975 2 Wochen (insgesamt 2) | 2                                     | Glen Campbell                         | Rhinestone Cowboy Larry Weiss                                                                          | -                         |
| 20. September 1975 – 26. September 1975 1 Woche (insgesamt 2) | 2                                     | David Bowie                           | Fame David Bowie, John Lennon, Carlos Alomar                                                           | -                         |
| 27. September 1975 – 3. Oktober 1975 1 Woche (insgesamt 1) | 1                                     | John Denver                           | I’m Sorry John Denver                                                                                  | -                         |
| 4. Oktober 1975 – 10. Oktober 1975 1 Woche (insgesamt 2) | 2                                     | David Bowie                           | Fame David Bowie, John Lennon, Carlos Alomar                                                           | -                         |
| 11. Oktober 1975 – 31. Oktober 1975 3 Wochen (insgesamt 3) | 3                                     | Neil Sedaka                           | Bad Blood Neil Sedaka, Phil Cody                                                                       | -                         |
| 1. November 1975 – 21. November 1975 3 Wochen (insgesamt 3) | 3                                     | Elton John                            | Island Girl Elton John, Bernie Taupin                                                                  | -                         |
| 22. November 1975 – 28. November 1975 1 Woche (insgesamt 2) | 2                                     | KC & The Sunshine Band                | That’s the Way (I Like It) Harry Wayne Casey, Richard Finch                                            | -                         |
| 29. November 1975 – 19. Dezember 1975 3 Wochen (insgesamt 3) | 3                                     | Silver Convention                     | Fly, Robin, Fly Sylvester Levay, Stephan Prager                                                        | -                         |
| 20. Dezember 1975 – 26. Dezember 1975 1 Woche (insgesamt 2) | 2                                     | KC & The Sunshine Band                | That’s the Way (I Like It) Harry Wayne Casey, Richard Finch                                            | -                         |

## Alben
| ← 1974 ← | Liste der Nummer-eins-Alben in den USA | Liste der Nummer-eins-Alben in den USA | Liste der Nummer-eins-Alben in den USA      | 1976 →                    |
| \| Zeitraum \| Wo. ges. \| Interpret \| Titel \| Zusätzliche Informationen \| \| (Zeitraum, Wochen auf Platz eins, Interpret, Titel, zusätzliche Informationen) \| \| \| \| \| \| ------------------------------------------------------------------------------ \| -------- \| ------------------ \| ----------------------------------------------- \| ------------------------- \| \| 28. Dezember 1974 – 7. Februar 1975 6 Wochen (insgesamt 10) \| 10 \| Elton John \| Greatest Hits[36] \| - \| \| 8. Februar 1975 – 14. Februar 1975 1 Woche (insgesamt 1) \| 1 \| Ohio Players \| Fire[37] \| - \| \| 15. Februar 1975 – 21. Februar 1975 1 Woche (insgesamt 1) \| 1 \| Linda Ronstadt \| Heart Like a Wheel[38] \| - \| \| 22. Februar 1975 – 28. Februar 1975 1 Woche (insgesamt 1) \| 1 \| Average White Band \| AWB[39] \| - \| \| 1. März 1975 – 14. März 1975 2 Wochen (insgesamt 2) \| 2 \| Bob Dylan \| Blood on the Tracks[40] \| - \| \| 15. März 1975 – 21. März 1975 1 Woche (insgesamt 1) \| 1 \| Olivia Newton-John \| Have You Never Been Mellow[41] \| - \| \| 22. März 1975 – 2. Mai 1975 6 Wochen (insgesamt 6) \| 6 \| Led Zeppelin \| Physical Graffiti[42] \| - \| \| 3. Mai 1975 – 16. Mai 1975 2 Wochen (insgesamt 2) \| 2 \| Chicago \| Chicago VIII[43] \| - \| \| 17. Mai 1975 – 6. Juni 1975 3 Wochen (insgesamt 3) \| 3 \| Earth, Wind & Fire \| That’s the Way of the World[44] \| - \| \| 7. Juni 1975 – 18. Juli 1975 6 Wochen (insgesamt 7) \| 7 \| Elton John \| Captain Fantastic and the Brown Dirt Cowboy[45] \| - \| \| 19. Juli 1975 – 25. Juli 1975 1 Woche (insgesamt 1) \| 1 \| Wings \| Venus and Mars[46] \| - \| \| 26. Juli 1975 – 29. August 1975 5 Wochen (insgesamt 5) \| 5 \| Eagles \| One of These Nights[47] \| - \| \| 30. August 1975 – 5. September 1975 1 Woche (insgesamt 7) \| 7 \| Elton John \| Captain Fantastic and the Brown Dirt Cowboy \| - \| \| 6. September 1975 – 12. September 1975 1 Woche (insgesamt 1) \| 1 \| Jefferson Starship \| Red Octopus[48] \| - \| \| 13. September 1975 – 19. September 1975 1 Woche (insgesamt 1) \| 1 \| The Isley Brothers \| The Heat is On[49] \| - \| \| 20. September 1975 – 26. September 1975 1 Woche (insgesamt 1) \| 1 \| Janis Ian \| Between the Lines[50] \| - \| \| 27. September 1975 – 3. Oktober 1975 1 Woche (insgesamt 2) \| 2 \| Jefferson Starship \| Red Octopus \| - \| \| 4. Oktober 1975 – 17. Oktober 1975 2 Wochen (insgesamt 2) \| 2 \| Pink Floyd \| Wish You Were Here[51] \| - \| \| 18. Oktober 1975 – 31. Oktober 1975 2 Wochen (insgesamt 2) \| 2 \| John Denver \| Windsong[52] \| - \| \| 1. November 1975 – 7. November 1975 1 Woche (insgesamt 3) \| 3 \| Jefferson Starship \| Red Octopus \| - \| \| 8. November 1975 – 28. November 1975 3 Wochen (insgesamt 3) \| 3 \| Elton John \| Rock of the Westies[53] \| - \| \| 29. November 1975 – 5. Dezember 1975 1 Woche (insgesamt 4) \| 4 \| Jefferson Starship \| Red Octopus \| - \| \| 6. Dezember 1975 – 12. Dezember 1975 1 Woche (insgesamt 1) \| 1 \| Paul Simon \| Still Crazy After All These Years[54] \| - \| \| 13. Dezember 1975 – 26. Dezember 1975 2 Wochen (insgesamt 2) \| 2 \| Chicago \| Chicago IX: Chicago's Greatest Hits[55] \| - \| |                                        |                                        |                                             |                           |
| ← 1974 |                                        |                                        |                                             | → 1976 →                  |
| Zeitraum | Wo. ges.                               | Interpret                              | Titel                                       | Zusätzliche Informationen |
| (Zeitraum, Wochen auf Platz eins, Interpret, Titel, zusätzliche Informationen) |                                        |                                        |                                             |                           |
| 28. Dezember 1974 – 7. Februar 1975 6 Wochen (insgesamt 10) | 10                                     | Elton John                             | Greatest Hits                               | -                         |
| 8. Februar 1975 – 14. Februar 1975 1 Woche (insgesamt 1) | 1                                      | Ohio Players                           | Fire                                        | -                         |
| 15. Februar 1975 – 21. Februar 1975 1 Woche (insgesamt 1) | 1                                      | Linda Ronstadt                         | Heart Like a Wheel                          | -                         |
| 22. Februar 1975 – 28. Februar 1975 1 Woche (insgesamt 1) | 1                                      | Average White Band                     | AWB                                         | -                         |
| 1. März 1975 – 14. März 1975 2 Wochen (insgesamt 2) | 2                                      | Bob Dylan                              | Blood on the Tracks                         | -                         |
| 15. März 1975 – 21. März 1975 1 Woche (insgesamt 1) | 1                                      | Olivia Newton-John                     | Have You Never Been Mellow                  | -                         |
| 22. März 1975 – 2. Mai 1975 6 Wochen (insgesamt 6) | 6                                      | Led Zeppelin                           | Physical Graffiti                           | -                         |
| 3. Mai 1975 – 16. Mai 1975 2 Wochen (insgesamt 2) | 2                                      | Chicago                                | Chicago VIII                                | -                         |
| 17. Mai 1975 – 6. Juni 1975 3 Wochen (insgesamt 3) | 3                                      | Earth, Wind & Fire                     | That’s the Way of the World                 | -                         |
| 7. Juni 1975 – 18. Juli 1975 6 Wochen (insgesamt 7) | 7                                      | Elton John                             | Captain Fantastic and the Brown Dirt Cowboy | -                         |
| 19. Juli 1975 – 25. Juli 1975 1 Woche (insgesamt 1) | 1                                      | Wings                                  | Venus and Mars                              | -                         |
| 26. Juli 1975 – 29. August 1975 5 Wochen (insgesamt 5) | 5                                      | Eagles                                 | One of These Nights                         | -                         |
| 30. August 1975 – 5. September 1975 1 Woche (insgesamt 7) | 7                                      | Elton John                             | Captain Fantastic and the Brown Dirt Cowboy | -                         |
| 6. September 1975 – 12. September 1975 1 Woche (insgesamt 1) | 1                                      | Jefferson Starship                     | Red Octopus                                 | -                         |
| 13. September 1975 – 19. September 1975 1 Woche (insgesamt 1) | 1                                      | The Isley Brothers                     | The Heat is On                              | -                         |
| 20. September 1975 – 26. September 1975 1 Woche (insgesamt 1) | 1                                      | Janis Ian                              | Between the Lines                           | -                         |
| 27. September 1975 – 3. Oktober 1975 1 Woche (insgesamt 2) | 2                                      | Jefferson Starship                     | Red Octopus                                 | -                         |
| 4. Oktober 1975 – 17. Oktober 1975 2 Wochen (insgesamt 2) | 2                                      | Pink Floyd                             | Wish You Were Here                          | -                         |
| 18. Oktober 1975 – 31. Oktober 1975 2 Wochen (insgesamt 2) | 2                                      | John Denver                            | Windsong                                    | -                         |
| 1. November 1975 – 7. November 1975 1 Woche (insgesamt 3) | 3                                      | Jefferson Starship                     | Red Octopus                                 | -                         |
| 8. November 1975 – 28. November 1975 3 Wochen (insgesamt 3) | 3                                      | Elton John                             | Rock of the Westies                         | -                         |
| 29. November 1975 – 5. Dezember 1975 1 Woche (insgesamt 4) | 4                                      | Jefferson Starship                     | Red Octopus                                 | -                         |
| 6. Dezember 1975 – 12. Dezember 1975 1 Woche (insgesamt 1) | 1                                      | Paul Simon                             | Still Crazy After All These Years           | -                         |
| 13. Dezember 1975 – 26. Dezember 1975 2 Wochen (insgesamt 2) | 2                                      | Chicago                                | Chicago IX: Chicago's Greatest Hits         | -                         |